# 노무라 소지로
노무라 소지로(일본어: 野村 宗次郎, 1954년 10월 10일 ~ )는 일본의 오카리나 연주자이다. 1954년 군마현 다테바야시시에서 태어나, 고등학교를 졸업하고 2년이 지난 해인 1975년에 도치기 현의 작은 산골짜기 마을에서 카야마 히사시를 만났다. 몇 개월 뒤에 그의 제자가 되어 오카리나를 본격적으로 접하였다.
1985년 사운드 디자인을 통해 데뷔하여, 이듬해 1986년 NHK 특집의 프로그램 《대황하》의 음악을 맡으면서, 본격적으로 활동하기 시작하였다.
호쿠리쿠 방송에서 자신의 이름을 건 라디오 방송인 《소지로와 오카리나(宗次郎とオカリナ)》를 이끌고 있다.

## 작업
- 1986년 - NHK 특집 《대황하》
- 1997년 - 세토우치 자쿠초의 수구(手毬)를 영화화한 작품인 《료칸》의 음악
- 2004년 - 사이토 코우이치의 《오니기리》
- 2006년 - 이마이 마사유키의 영화 《THE WINDS OF GOD》

## 음반

### 공식 앨범
- 《木道(목도)》 - 1991년 10월 10일 - UPCY-6425
- 《風人(풍인)》 - 1992년 9월 21일 - UPCY-6246
- 《水心(수심)》 - 1993년 3월 22일 - UPCY-6427
- 《鳥の歌(새의 노래)》 - 1994년 9월 21일 - UPCY-6428
- 《もういとつのクリスマス(또 한번의 크리스마스)》 - 1994년 11월 16일 - UPCY-6249
- 《光の国/木かげの花(빛의 나라/그늘에 핀 꽃)》 - 1995년 9월 20일 - UPCY-6430
- 《Japanese Spirit》 - 1996년 9월 20일 - UPCY-6431
- 《愛しの森a-moll(사랑의 숲)》 - 1997년 9월 26일 - UPCY-6433
- 《まほろば(환상)》 - 1998년 9월 18일 - UPCY-6434
- 《あゆみ(걸어온 길)》 - 1999년 9월 15일 - UPCY-6435
- 《天空のオリオン(하늘의 오리온)》 - 2000년 9월 1일 - UPCY-6436
- 《静かな地球の上で(고요한 지구에서)》 - 2001년 9월 21일 - UPCY-6437
- 《イアイライケレ(이아이라이케레)》 - 2002년 9월 25일 - UPCY-6424
- 《遥かな尾瀬(머나먼 오세)》 - 2004년 4월 29일 - KAZE-1001
- 《Ocarina Wind Family》 - 2005년 5월 21일 - POCS-1001
- 《土の笛のアベマリア(흙 피리로 연주하는 아베마리아)》 - 2007년 8월 1일 - POCS-1013

### 오카리나 에뛰드
- 《오카리나 에뛰드 ~소지로가 연주하는 클래식 명곡집~》 - 1998년 11월 18일 - UPCY-6438
- 《오카리나 에뛰드 2 ~소지로가 연주하는 클래식 명곡집~》 - 1999년 12월 1일 - UPCY-6439
- 《오카리나 에뛰드 3 ~듀엣~》 - 2001년 4월 11일 - UPCY-6440
- 《오카리나 에뛰드 4 ~쳐치~》 - 2001년 11월 28일 - UPCY-6441
- 《오카리나 에뛰드 5 ~스크린 뮤직~》 - 2003년 1월 22일 - UPCY-6442
- 《오카리나 에뛰드 컬렉션 -리퀘스트-》 - 2003년 9월 3일 - UICZ-4071/2

### 공연 앨범
- 《Acuostic world42》 - 1997년 5월 28일 - UPCY-6432

### 베스트 앨범
- 《Best Selection ~Sojiro 25th anniversary》 - 2000년 12월 16일 - UMCK-1012/3
- 《Original BEST Featuring voice》 - 2002년 1월 23일 - UPCY-4032
- 《SOJIRO Original Best 1991〜2002》 - 2005년 8월 3일 - UICZ-4122
- 《프라이멀 셀렉션》 - 2006년 1월 18일 - UPCY-9046
- 《오카리나 소지로가 연주하는 서정·애창곡 BEST》 - 2007년 3월 21일 - UICZ-4165/6

## 수상 내역
- 1993년 - 제35회 일본 레코드 대상기획상 수상 - 자연삼부작 《목도》《풍인》《수심》